# Гусарівська сільська рада (Балаклійський район)
Гуса́рівська сільська́ ра́да — колишній орган місцевого самоврядування в Балаклійському районі Харківської області. Адміністративний центр — село Гусарівка.

## Загальні відомості
- Гусарівська сільська рада утворена в 1923 році.
- Територія ради: 85,186 км²
- Населення ради: 1 656 осіб (станом на 2001 рік)
- Територією ради протікає річка Чепілька.

## Населені пункти
Сільській раді були підпорядковані населені пункти:
- с. Гусарівка
- с. Волобуївка

## Склад ради
Рада складалася з 16 депутатів та голови.
- Голова ради: Дорошенко Юрій Іванович
- Секретар ради: Борисова Лілія Іванівна

### Керівний склад попередніх скликань
| Прізвище, ім'я, по батькові | Основні відомості                                                         | Дата обрання | Дата звільнення |
| --------------------------- | ------------------------------------------------------------------------- | ------------ | --------------- |
| Росошик Любов Анатоліївна   | Сільський голова, 1962 року народження, позапартійна                      | 26.03.2006   | 31.10.2010      |
| Дорошенко Юрій Іванович     | Сільський голова, 1963 року народження, освіта вища, член Партії регіонів | 31.10.2010   |                 |

Примітка: таблиця складена за даними сайту Верховної Ради України

### Депутати
За результатами місцевих виборів 2010 року депутатами ради стали:

#### За суб'єктами висування
| Суб'єкт висування                                       | Кількість обраних депутатів | %    |
| ------------------------------------------------------- | --------------------------- | ---- |
| Партія регіонів                                         | 8                           | 50   |
| Політична партія Всеукраїнське об'єднання «Батьківщина» | 4                           | 25   |
| Комуністична партія України                             | 3                           | 18,8 |
| Єдиний Центр                                            | 1                           | 6,3  |

#### За округами
| № округу                                                | Прізвище, ім'я, по батькові     | Дата визнання обраним | Освіта  | Партійна приналежність                        | Відомості про обраного депутата                             |
| ------------------------------------------------------- | ------------------------------- | --------------------- | ------- | --------------------------------------------- | ----------------------------------------------------------- |
| Єдиний Центр                                            |                                 |                       |         |                                               |                                                             |
| 10                                                      | Золотько Світлана Іванівна      | 01.11.2010            | середня | член Єдиного Центру                           | тимчасово не працює                                         |
| Комуністична партія України                             |                                 |                       |         |                                               |                                                             |
| 5                                                       | Тарусін Сергій Миколайович      | 01.11.2010            | середня | член Комуністичної партії України             | тимчасово не працює                                         |
| 11                                                      | Логвіненко Сергій Михайлович    | 01.11.2010            | середня | член Комуністичної партії України             | Балаклійське водне господарство, машиніст насосних станцій  |
| 12                                                      | Риндя Володимир Семенович       | 01.11.2010            | середня | член Комуністичної партії України             | ОАО БХПП, комбайнер                                         |
| Партія регіонів                                         |                                 |                       |         |                                               |                                                             |
| 2                                                       | Ісіченко Ігор Миколайович       | 01.11.2010            | вища    | член Партії регіонів                          | Балаклійське підприємство по птахівництву, головний інженер |
| 3                                                       | Настека Ганна Анатоліївна       | 01.11.2010            | вища    | член Партії регіонів                          | тимчасово не працює                                         |
| 4                                                       | Борисова Лілія Іванівна         | 01.11.2010            | вища    | член Партії регіонів                          | Гусарівська сільська рада, секретар виконкому               |
| 6                                                       | Борисов Борис Борисович         | 01.11.2010            | вища    | член Партії регіонів                          | СПДФО, робітник                                             |
| 7                                                       | Старов Тимофій Тимофійович      | 01.11.2010            | вища    | член Партії регіонів                          | тимчасово не працює                                         |
| 14                                                      | Дураков Павло Іванович          | 01.11.2010            | середня | член Партії регіонів                          | тимчасово не працює                                         |
| 15                                                      | Гущин Юрій Дмитрович            | 01.11.2010            | середня | член Партії регіонів                          | тимчасово не працює                                         |
| 16                                                      | Борисенко Олександр Іванович    | 01.11.2010            | середня | член Партії регіонів                          | тимчасово не працює                                         |
| Політична партія Всеукраїнське об'єднання «Батьківщина» |                                 |                       |         |                                               |                                                             |
| 1                                                       | Мартиненко Віктор Олександрович | 01.11.2010            | вища    | член Всеукраїнського об'єднання «Батьківщина» | СТОВ «Гусарівське», технік — будівельник                    |
| 8                                                       | Плахотя Олена Петрівна          | 01.11.2010            | середня | член Всеукраїнського об'єднання «Батьківщина» | СТОВ «Гусарівське», заступник головного бухгалтера          |
| 9                                                       | Гнилицька Світлана Миколаївна   | 01.11.2010            | середня | член Всеукраїнського об'єднання «Батьківщина» | СТОВ «Гусарівське», завідувачка МТФ                         |
| 13                                                      | Марченко Олександр Андрійович   | 01.11.2010            | середня | член Всеукраїнського об'єднання «Батьківщина» | СТОВ «Гусарівське», робітник                                |